# Coupe de France féminine de football 2015-2016
Navigation
Édition précédente Édition suivante
La Coupe de France féminine de football 2015-2016 est la 15e édition de la Coupe de France féminine.
Il s'agit d'une compétition à élimination directe ouverte à tous les clubs de football français ayant une équipe féminine, organisée par la Fédération française de football (FFF) et ses ligues régionales.
La finale a lieu le dimanche 15 mai 2016 au Stade des Alpes à Grenoble et voit la victoire de l'Olympique lyonnais sur le Montpellier HSC sur le score de deux buts à un. Cette victoire permet aux lyonnaises d'obtenir un 6e doublé Coupe-Championnat, le 5e consécutif.

## Calendrier de la compétition
| Tour                                                      | Nom                        | Dates retenues   | Équipes participantes | Équipes restantes |
| Phase régionale                                           | Phase régionale            | Phase régionale  | Phase régionale       | Phase régionale   |
| --------------------------------------------------------- | -------------------------- | ---------------- | --------------------- | ----------------- |
| 1 à 3                                                     | Tours régionaux            | Selon les ligues | ?                     | 136               |
| 4                                                         | Finales régionales         | 22 novembre 2015 | 136                   | 68                |
| Phase fédérale (entrée en lice des équipes de Division 2) |                            |                  |                       |                   |
| 5                                                         | 1er tour                   | 13 décembre 2015 | 104                   | 52                |
| Phase finale (entrée en lice des équipes de Division 1)   |                            |                  |                       |                   |
| 6                                                         | Trente-deuxièmes de finale | 10 janvier 2016  | 64                    | 32                |
| 7                                                         | Seizièmes de finale        | 31 janvier 2016  | 32                    | 16                |
| 8                                                         | Huitièmes de finale        | 14 février 2016  | 16                    | 8                 |
| 9                                                         | Quarts de finale           | 28 février 2016  | 8                     | 4                 |
| 10                                                        | Demi-finales               | 17 avril 2016    | 4                     | 2                 |
| 11                                                        | Finale                     | 15 mai 2016      | 2                     | 1                 |

## Premier tour fédéral
Le premier tour fédéral est marqué par l'entrée en lice des 36 clubs de deuxième  division qui rejoignent les 68 clubs de division de ligues et de districts.
Les rencontres ont lieu le week-end du dimanche 13 décembre 2014 et sont marquées par la performance de quatre clubs de division d'honneur, le Caluire FF, l'AS Portet Carrefour Récébédou, l'US Boulogne CO et l'Olympique Saint-Julien-Chapteuil, qui éliminent des pensionnaires de division 2 ainsi que celle du club de district l'Avignon Club qui élimine le Saint-Cyprien Latour FC qui évolue en Division d'Honneur.
| Date       | Club (division)                                             | Score           | Club (division)                                 |
| ---------- | ----------------------------------------------------------- | --------------- | ----------------------------------------------- |
| 13/12/2015 | Girondins de Bordeaux (Division 2)                          | 4-0             | FCE Arlac (Division 2)                          |
| 13/12/2015 | Quimper KFC (Division 2)                                    | 1-3             | US Saint-Malo (Division 2)                      |
| 13/12/2015 | FF Issy (Division 2)                                        | 5-2             | Le Mans FC (Division 2)                         |
| 13/12/2015 | Arras FCF (Division 2)                                      | 1-1 (Tab : 3-4) | FC Rouen (Division 2)                           |
| 13/12/2015 | FCF Hénin-Beaumont (Division 2)                             | 2-0             | Lille OSC (Division 2)                          |
| 13/12/2015 | Stade de Reims (Division 2)                                 | 0-1             | AS Nancy-Lorraine (Division 2)                  |
| 13/12/2015 | FF Yzeure (Division 2)                                      | 6-0             | CS Nivolas-Vermelle (Division 2)                |
| 13/12/2015 | Le Puy Foot (Division 2)                                    | 1-1 (Tab : 3-1) | RCF Mâcon (Division 2)                          |
| 13/12/2015 | Caluire FF (Division d'Honneur)                             | 2-2 (Tab : 4-2) | FCF Monteux (Division 2)                        |
| 13/12/2015 | Sud FC (Division d'Honneur)                                 | 1-10            | Olympique de Marseille (Division 2)             |
| 13/12/2015 | Saint-Cannat SC (Division d'Honneur)                        | 0-4             | FAF Marseille (Division 2)                      |
| 13/12/2015 | Etoile d'Aubune (Division d'Honneur)                        | 0-6             | AS Véore-Montoison (Division 2)                 |
| 13/12/2015 | Talence Alliance US (Division d'Honneur)                    | 0-4             | Toulouse FC (Division 2)                        |
| 13/12/2015 | AS Portet Carrefour Récébédou (Division d'Honneur)          | 2-1             | FC Aurillac-Arpajon (Division 2)                |
| 13/12/2015 | Stade brestois (Division d'Honneur)                         | 1-2             | CBOSL Football (Division 2)                     |
| 13/12/2015 | US Orléans (Division d'Honneur)                             | 1-6             | FCF Val d'Orge (Division 2)                     |
| 13/12/2015 | Changé CS (Division d'Honneur)                              | 0-2             | FCF Condéen (Division 2)                        |
| 13/12/2015 | US Boulogne CO (Division d'Honneur)                         | 1-0             | RC Saint-Denis (Division 2)                     |
| 13/12/2015 | Le Havre AC (Division d'Honneur)                            | 0-5             | FC Lillers (Division 2)                         |
| 13/12/2015 | Saint Amand FC (Division d'Honneur)                         | 1-3             | US Rouvroy (Division 2)                         |
| 13/12/2015 | AS Strasbourg Musau (Division d'Honneur)                    | 0-7             | Dijon FCO (Division 2)                          |
| 13/12/2015 | FC Sarrebourg (Division d'Honneur)                          | 0-8             | FC Metz (Division 2)                            |
| 13/12/2015 | Vesoul FC (Division d'Honneur)                              | 0-2             | FC Vendenheim (Division 2)                      |
| 13/12/2015 | Olympique Saint-Julien-Chapteuil (Division d'Honneur)       | 5-4             | FC Nivolet (Division 2)                         |
| 13/12/2015 | SC Moulins les Metz (Division d'Honneur Régionale)          | 0-5             | CS Mars Bischheim (Division 2)                  |
| 13/12/2015 | Grenoble Foot 38 (féminines) (Division d'Honneur Régionale) | 0-12            | Grenoble MCFF (Division 2)                      |
| 13/12/2015 | Douai FF (Promotion d'Honneur)                              | 0-2             | FC Tremblay-en-France (Division 2)              |
| 13/12/2015 | FC Nantes (District)                                        | 2-5             | FC Lorient (Division 2)                         |
| 13/12/2015 | AS Frontignan AC (Division d'Honneur)                       | 1-3             | AS Saint-Christol-les-Alès (Division d'Honneur) |
| 13/12/2015 | AS Preignan Sainte-Christie (Division d'Honneur)            | 1-0             | AS Muretaine (Division d'Honneur)               |
| 13/12/2015 | Bergerac PFC (Division d'Honneur)                           | 1-1 (Tab : 4-1) | ESTC Poitiers (Division d'Honneur)              |
| 13/12/2015 | CPBB Rennes (Division d'Honneur)                            | 7-0             | FC Plérin (Division d'Honneur)                  |
| 13/12/2015 | Caen AG (Division d'Honneur)                                | 0-1             | Tours FC (Division d'Honneur)                   |
| 13/12/2015 | Bourges 18 (Division d'Honneur)                             | 4-0             | AS Gorron (Division d'Honneur)                  |
| 13/12/2015 | ES Arques (Division d'Honneur)                              | 0-0 (Tab : 6-5) | AS Beauvais (Division d'Honneur)                |
| 13/12/2015 | Calais RUFC (Division d'Honneur)                            | 2-0             | AS Montigny (Division d'Honneur)                |
| 13/12/2015 | FC Rueil Malmaison (Division d'Honneur)                     | 0-3             | ES Seizième (Division d'Honneur)                |
| 13/12/2015 | ES Troyes AC (Division d'Honneur)                           | 6-1             | FC Pfastatt (Division d'Honneur)                |
| 13/12/2015 | US Saint-Vit (Division d'Honneur)                           | 0-0 (Tab : 1-4) | AS Châtenoy-le-Royal (Division d'Honneur)       |
| 13/12/2015 | Joué-lès-Tours FCT (Inter-district)                         | 0-6             | Limoges LF (Division d'Honneur)                 |
| 13/12/2015 | ASPTT Rennes (Promotion d'Honneur)                          | 1-7             | Orvault SF (Division d'Honneur)                 |
| 13/12/2015 | Evry FC (Division d'Honneur Régionale)                      | 0-1             | SC Thiberville (Division d'Honneur)             |
| 13/12/2015 | FC Domont (Division d'Honneur Régionale)                    | 2-2 (Tab : 4-1) | Val d'Europe FC (Division d'Honneur)            |
| 13/12/2015 | ES Custines-Malleloy (Division d'Honneur Régionale)         | 0-0 (Tab : 1-2) | CS Wolxheim (Division d'Honneur)                |
| 13/12/2015 | Sausheim FC (Division d'Excellence)                         | 0-1             | ESAP Metz (Division d'Honneur)                  |
| 13/12/2015 | Saint-Etienne FC (Division d'Honneur Régionale)             | 0-2             | Clermont Foot (Division d'Honneur)              |
| 13/12/2015 | Avignon Club (District)                                     | 2-1             | Saint-Cyprien Latour FC (Division d'Honneur)    |
| 13/12/2015 | FC Saint-Georges de Montaigu (District)                     | 1-4             | US Sainte-Luce-sur-Loire (Division d'Honneur)   |
| 13/12/2015 | OM Cambrai (District)                                       | 0-0 (Tab : 2-3) | Amiens SC (Division d'Honneur)                  |
| 13/12/2015 | FC Voiron Moirans (District)                                | 0-2             | CF Estrablin (Division d'Honneur)               |
| 13/12/2015 | FC Chazay (District)                                        | 1-3             | AS Saint-Martin en Haut (Division d'Honneur)    |
| 13/12/2015 | Parisis FC (Promotion d'Honneur)                            | 0-2             | AS Poissy (Division d'Honneur Régionale)        |

## Trente-deuxièmes de finale
Les trente-deuxièmes de finale sont marqués par l'entrée en lice des 12 clubs de la première division qui rejoignent les 24 clubs de deuxième division, les 25 clubs de division honneur ainsi que le FC Domont, l'AS Poissy, et l'Avignon Club, évoluant respectivement en division d'honneur régionale pour les deux premiers et en district pour le dernier, déjà qualifiés pour ce tour de la compétition.
Les rencontres ont lieu le week-end du dimanche 10 janvier 2016 et sont marquées notamment par la performance de l'Olympique Saint-Julien-Chapteuil (Division d'Honneur) qui élimine le FAF Marseille (Division 2) et celle des Girondins de Bordeaux qui élimine l'ASJ Soyaux qui évolue en division 1.
| Date       | Club (division)                                       | Score           | Club (division)                              |
| ---------- | ----------------------------------------------------- | --------------- | -------------------------------------------- |
| 10/01/2016 | Paris SG (Division 1)                                 | 3-0             | ASPTT Albi (Division 1)                      |
| 10/01/2016 | Montpellier HSC (Division 1)                          | 12-0            | AS Véore-Montoison (Division 2)              |
| 10/01/2016 | FF Nîmes Métropole Gard (Division 1)                  | 1-1 (Tab : 4-3) | Olympique de Marseille (Division 2)          |
| 10/01/2016 | Girondins de Bordeaux (Division 2)                    | 1-1 (Tab : 5-4) | ASJ Soyaux (Division 1)                      |
| 10/01/2016 | EA Guingamp (Division 1)                              | 2-1             | US Saint-Malo (Division 2)                   |
| 10/01/2016 | FC Lillers (Division 2)                               | 1-6             | ESOFV La Roche (Division 1)                  |
| 10/01/2016 | VGA Saint-Maur (Division 1)                           | 3-0             | AS Nancy-Lorraine (Division 2)               |
| 10/01/2016 | CF Estrablin (Division d'Honneur)                     | 1-9             | Rodez AF (Division 1)                        |
| 10/01/2016 | ES Arques (Division d'Honneur)                        | 0-11            | FCF Juvisy (Division 1)                      |
| 10/01/2016 | ES Seizième (Division d'Honneur)                      | 0-1             | AS Saint-Étienne (Division 1)                |
| 10/01/2016 | ESAP Metz (Division d'Honneur)                        | 0-11            | Olympique lyonnais (Division 1)              |
| 10/01/2016 | US Rouvroy (Division 2)                               | 0-2             | FCF Condéen (Division 2)                     |
| 10/01/2016 | FC Vendenheim (Division 2)                            | 2-1             | CS Mars Bischheim (Division 2)               |
| 10/01/2016 | Clermont Foot (Division d'Honneur)                    | 0-3             | Grenoble MCFF (Division 2)                   |
| 10/01/2016 | Olympique Saint-Julien-Chapteuil (Division d'Honneur) | 1-0             | FAF Marseille (Division 2)                   |
| 10/01/2016 | Bourges 18 (Division d'Honneur)                       | 1-5             | FF Yzeure (Division 2)                       |
| 10/01/2016 | AS Preignan Sainte-Christie (Division d'Honneur)      | 0-1             | FF Issy (Division 2)                         |
| 10/01/2016 | AS Portet Carrefour Récébédou (Division d'Honneur)    | 0-2             | FC Lorient (Division 2)                      |
| 10/01/2016 | US Sainte-Luce-sur-Loire (Division d'Honneur)         | 0-5             | FCF Val d'Orge (Division 2)                  |
| 10/01/2016 | Orvault SF (Division d'Honneur)                       | 1-1 (Tab : 5-4) | CBOSL Football (Division 2)                  |
| 10/01/2016 | Tours FC (Division d'Honneur)                         | 0-4             | Toulouse FC (Division 2)                     |
| 10/01/2016 | Calais RUFC (Division d'Honneur)                      | 0-7             | FC Rouen (Division 2)                        |
| 10/01/2016 | US Boulogne CO (Division d'Honneur)                   | 0-4             | FCF Hénin-Beaumont (Division 2)              |
| 09/01/2016 | CS Wolxheim (Division d'Honneur)                      | 0-6             | FC Metz (Division 2)                         |
| 10/01/2016 | ES Troyes AC (Division d'Honneur)                     | 0-2             | Dijon FCO (Division 2)                       |
| 10/01/2016 | AS Châtenoy-le-Royal (Division d'Honneur)             | 1-1 (Tab : 6-5) | FC Tremblay-en-France (Division 2)           |
| 10/01/2016 | Avignon Club (District)                               | 0-5             | Le Puy Foot (Division 2)                     |
| 10/01/2016 | AS Saint-Christol-les-Alès (Division d'Honneur)       | 1-0             | AS Saint-Martin en Haut (Division d'Honneur) |
| 10/01/2016 | Bergerac PFC (Division d'Honneur)                     | 1-1 (Tab : 4-2) | Limoges LF (Division d'Honneur)              |
| 10/01/2016 | SC Thiberville (Division d'Honneur)                   | 3-0             | Amiens SC (Division d'Honneur)               |
| 10/01/2016 | AS Poissy (Division d'Honneur Régionale)              | 0-4             | CPBB Rennes (Division d'Honneur)             |
| 10/01/2016 | FC Domont (Division d'Honneur Régionale)              | 0-1             | Caluire FF (Division d'Honneur)              |

## Seizièmes de finale
Lors des seizièmes de finale, il reste 10 clubs de première division accompagnées de 14 clubs de deuxième division et de 8 clubs de division d'honneur.
Les rencontres ont lieu le week-end du dimanche 31 janvier 2016 et sont marquées notamment par la performance du CPBB Rennes (Division d'Honneur) qui élimine le FC Rouen (Division 2) et celle des Girondins de Bordeaux et du FC Vendenheim qui élimine respectivement l'ESOFV La Roche et l'AS Saint-Étienne qui évoluent en division 1.
| Date       | Club (division)                                       | Score          | Club (division)                      |
| ---------- | ----------------------------------------------------- | -------------- | ------------------------------------ |
| 31/01/2016 | Paris SG (Division 1)                                 | 6-0            | FC Lorient (Division 2)              |
| 31/01/2016 | Montpellier HSC (Division 1)                          | 5-1            | Toulouse FC (Division 2)             |
| 31/01/2016 | Girondins de Bordeaux (Division 2)                    | 2-1            | ESOFV La Roche (Division 1)          |
| 31/01/2016 | FF Issy (Division 2)                                  | 0-1            | EA Guingamp (Division 1)             |
| 31/01/2016 | FCF Condéen (Division 2)                              | 0-4            | VGA Saint-Maur (Division 1)          |
| 31/01/2016 | Le Puy Foot (Division 2)                              | 0-7            | Rodez AF (Division 1)                |
| 30/01/2016 | FCF Juvisy (Division 1)                               | 5-0            | FCF Hénin-Beaumont (Division 2)      |
| 31/01/2016 | FC Vendenheim (Division 2)                            | 1-0            | AS Saint-Étienne (Division 1)        |
| 31/01/2016 | AS Saint-Christol-les-Alès (Division d'Honneur)       | 0-3            | FF Nîmes Métropole Gard (Division 1) |
| 31/01/2016 | AS Châtenoy-le-Royal (Division d'Honneur)             | 0-11           | Olympique lyonnais (Division 1)      |
| 31/01/2016 | FC Metz (Division 2)                                  | 2-2 (Tab: 4-3) | FF Yzeure (Division 2)               |
| 31/01/2016 | Olympique Saint-Julien-Chapteuil (Division d'Honneur) | 0-4            | Grenoble MCFF (Division 2)           |
| 31/01/2016 | SC Thiberville (Division d'Honneur)                   | 1-4            | FCF Val d'Orge (Division 2)          |
| 31/01/2016 | CPBB Rennes (Division d'Honneur)                      | 3-2            | FC Rouen (Division 2)                |
| 31/01/2016 | Caluire FF (Division d'Honneur)                       | 0-4            | Dijon FCO (Division 2)               |
| 31/01/2016 | Orvault SF (Division d'Honneur)                       | 2-2 (Tab: 4-3) | Bergerac PFC (Division d'Honneur)    |

## Huitièmes de finale
Lors des huitièmes de finale, il reste 8 clubs de première division accompagnées de 6 clubs de deuxième division et les deux petits poucets de division d'honneur, le CPBB Rennes et l'Orvault SF.
Les rencontres ont lieu le week-end du dimanche 14 février 2016 et voit la logique s'imposer dans la totalité des matchs avec la qualification des trois meilleures équipes de première division.
| Date       | Club (division)                      | Score           | Club (division)                    |
| ---------- | ------------------------------------ | --------------- | ---------------------------------- |
| 14/02/2016 | FF Nîmes Métropole Gard (Division 1) | 0-2             | Rodez AF (Division 1)              |
| 14/02/2016 | Paris Saint-Germain (Division 1)     | 2-0             | FCF Juvisy (Division 1)            |
| 14/02/2016 | FC Vendenheim (Division 2)           | 0-3             | Montpellier HSC (Division 1)       |
| 14/02/2016 | VGA Saint-Maur (Division 1)          | 1-1 (Tab : 4-3) | Girondins de Bordeaux (Division 2) |
| 14/02/2016 | CPBB Rennes (Division d'Honneur)     | 0-4             | EA Guingamp (Division 1)           |
| 13/02/2016 | Orvault SF (Division d'Honneur)      | 0-12            | Olympique Lyonnais (Division 1)    |
| 14/02/2016 | FCF Val d'Orge (Division 2)          | 1-2             | FC Metz (Division 2)               |
| 14/02/2016 | Dijon FCO (Division 2)               | 4-3             | Grenoble MCFF (Division 2)         |

## Quarts de finale
Lors des quarts de finale, il reste 6 clubs de première division accompagnés de deux clubs de deuxième division qui sont le FC Metz et le Dijon FCO.
Les rencontres ont lieu le dimanche 28 février 2016.
| Date       | Club (division)                  | Score           | Club (division)             |
| ---------- | -------------------------------- | --------------- | --------------------------- |
| 28/02/2016 | Montpellier HSC (Division 1)     | 3-1             | VGA Saint-Maur (Division 1) |
| 27/02/2016 | Rodez AF (Division 1)            | 2-2 (Tab : 4-1) | EA Guingamp (Division 1)    |
| 27/02/2016 | Paris Saint-Germain (Division 1) | 3-0             | FC Metz (Division 2)        |
| 27/02/2016 | Olympique Lyonnais (Division 1)  | 6-0             | Dijon FCO (Division 2)      |

## Demi-finales
Les rencontres ont lieu le week-end du 17 avril 2016.
| Date       | Club (division)                 | Score           | Club (division)                  |
| ---------- | ------------------------------- | --------------- | -------------------------------- |
| 17/04/2016 | Montpellier HSC (Division 1)    | 2-2 (Tab : 4-3) | Paris Saint-Germain (Division 1) |
| 17/04/2016 | Olympique Lyonnais (Division 1) | 9-0             | Rodez AF (Division 1)            |

## Finale
La finale oppose deux clubs de première division, l'Olympique lyonnais quadruple tenant du titre et sept fois vainqueur de ce tournoi et le Montpellier HSC, déjà trois fois vainqueur de ce tournoi.
| 15 mai 2016 | Montpellier HSC | 1-2   | Olympique lyonnais                  | Stade des Alpes, Grenoble                        |                                                  |
|             | 2e Andressa     | (1-1) | 3e Griedge Mbock · 86e Louisa Nécib | Spectateurs : 8 789 Arbitrage : Jennifer Maubacq | Spectateurs : 8 789 Arbitrage : Jennifer Maubacq |

| G               | 1  | Solène Durand         |  |     |
| D               | 4  | Marion Torrent        |  |     |
| D               | 5  | Laura Agard           |  |     |
| D               | 15 | Sakina Karchaoui      |  |     |
| D               | 23 | Linda Sembrant        |  |     |
| M               | 7  | Rumi Utsugi           |  | 79e |
| M               | 8  | Sandie Toletti        |  | 88e |
| M               | 9  | Laetitia Tonazzi      |  |     |
| A               | 10 | Andressa              |  | 33e |
| A               | 17 | Sofia Jakobsson       |  |     |
| A               | 18 | Marie-Charlotte Léger |  |     |
| Remplacements : |    |                       |  |     |
| A               | 14 | Virginia Torrecilla   |  | 33e |
| D               | 11 | Genessee Daughetee    |  | 79e |
| M               | 20 | Viviane Asseyi        |  | 88e |
| Entraîneur :    |    |                       |  |     |
| Jean-Louis Saez |    |                       |  |     |

| G               | 16 | Sarah Bouhaddi    |  |     |
| D               | 3  | Wendie Renard     |  |     |
| D               | 7  | Amel Majri        |  |     |
| D               | 22 | Pauline Bremer    |  |     |
| D               | 29 | Griedge Mbock     |  |     |
| M               | 5  | Saki Kumagai      |  | 79e |
| M               | 6  | Amandine Henry    |  |     |
| M               | 23 | Camille Abily     |  |     |
| A               | 9  | Eugénie Le Sommer |  |     |
| A               | 12 | Elodie Thomis     |  | 60e |
| A               | 14 | Ada Hegerberg     |  |     |
| Remplacements : |    |                   |  |     |
| A               | 8  | Lotta Schelin     |  | 60e |
| M               | 10 | Louisa Necib      |  | 79e |
| 0               |    |                   |  |     |
| Entraîneur :    |    |                   |  |     |
| Gérard Prêcheur |    |                   |  |     |